# Processo biológico
Processos biológicos são aqueles processos vitais para a vida de um organismo e que moldam sua capacidade de interagir com o meio ambiente. Os processos biológicos são feitos de muitas reações químicas ou outros eventos que estão envolvidos na persistência e transformação das formas de vida. Metabolismo e homeostase são exemplos.
A regulação dos processos biológicos ocorre quando qualquer processo é modulado em sua frequência, taxa ou extensão. Os processos biológicos são regulados por muitos meios; exemplos incluem o controle da expressão gênica, modificação de proteínas ou interação com uma proteína ou molécula de substrato.
- Homeostase: regulação do ambiente interno para manter um estado constante; por exemplo, suar para reduzir a temperatura;
- Organização: ser estruturalmente composto por uma ou mais células, que são as unidades básicas de vida;
- Metabolismo: transformação de energia pela conversão de produtos químicos e energia em componentes celulares (anabolismo) e decomposição de matéria orgânica (catabolismo). Os seres vivos requerem energia para manter a organização interna (homeostase) e para produzir os outros fenômenos associados à vida;
- Crescimento: manutenção de uma taxa maior de anabolismo do que catabolismo. Um organismo em crescimento aumenta de tamanho em todas as suas partes, em vez de simplesmente acumular matéria;
- Adaptação: a capacidade de mudar ao longo do tempo em resposta ao ambiente. Essa habilidade é fundamental para o processo de evolução e é determinada pela hereditariedade do organismo, dieta e fatores externos;
- Resposta a estímulos: uma resposta pode assumir várias formas, desde a contração de um organismo unicelular a substâncias químicas externas, até reações complexas envolvendo todos os sentidos de organismos multicelulares. Uma resposta é frequentemente expressa por movimento; por exemplo, as folhas de uma planta voltadas para o sol (fototropismo) e quimiotaxia;
- Reprodução: a capacidade de produzir novos organismos individuais, seja assexuadamente a partir de um único organismo progenitor ou sexualmente a partir de dois organismos progenitores;
- Interação entre organismos: os processos pelos quais um organismo tem um efeito observável em outro organismo da mesma espécie ou de espécies diferentes.
- Também: diferenciação celular, fermentação, fertilização, germinação, tropismo, hibridação, metamorfose, morfogênese, fotossíntese, transpiração.